# SN 1996ch
SN 1996ch – supernowa typu Ia odkryta 17 marca 1996 roku w galaktyce A115937-0954. W momencie odkrycia miała maksymalną jasność 24,10m.